# Pekal (langue)
Cet article concerne la langue pekal. Pour le peuple pekal, voir Pekal.
Le pekal est une langue d'Indonésie. Elle appartient au groupe malais des langues malaïques dans la branche malayo-polynésienne des langues austronésiennes.
Le tableau ci-dessous permet une comparaison entre quelques langues malaises (dont l'indonésien) et le français :
| Pekal       | apo  | lawik  | liek         | kucing  | lalui  | ulah    | kehas | manis | lutuik |
| Minangkabau | apo  | lauiʔ  | liaiʔ/caliaʔ | kuciang | pai    | ula     | kareh | manih | lutuiʔ |
| Mukomuko    | apo  | laut   | liek         | kucieng | paing  | ula     | kaqeh | manih | lutut  |
| Urak lawoi' | nama | lawoiʔ | lihaiʔ       | mi'aw   | pi     | ulal    | kras  | maneh | lutoiʔ |
|             |      |        |              |         |        |         |       |       |        |
| Indonésien  | apa  | laut   | lihat        | kucing  | pergi  | ular    | keras | manis | lutut  |
| Français    | quoi | mer    | voir         | chat    | partir | serpent | dur   | sucré | genou  |